# Parafia Najświętszej Maryi Panny Królowej Polski w Prusieku
Parafia Najświętszej Maryi Panny Królowej Polski w Prusieku − parafia rzymskokatolicka znajdująca się w archidiecezji przemyskiej w dekanacie Sanok II.

## Historia
Pierwsze wzmianki o istnieniu wsi Prusiek pojawiły się już w 1361 roku. 27 października 1402 roku wieś lokowano na prawie niemieckim. W 1522 roku istniała już prawosławna parafia. 
W 1869 roku poświęcono kaplicę pw. Najświętszej Maryi Panny Królowej Polski. W 1912 roku kaplica została rozebrana, a na jej miejscu zbudowano nowy murowany kościół. W latach 1914–1918 kościół został uszkodzony podczas wojny. Po remoncie w 1920 roku został poświęcony. 
23 sierpnia 1992 roku dekretem abpa Ignacego Tokarczuka została erygowana parafia, z wydzielonego terytorium parafii Niebieszczany. Następnie zbudowano obecny murowany kościół, według projektu arch. inż. Janusza Hanusa. 26 sierpnia 1995 roku abp Józef Michalik poświęcił kościół.
Na terenie parafii jest 1 020 wiernych (w tym: Prusiek i Zboiska). 
Proboszczowie parafii:
1992–2000. ks. Marian Bocho.
2000–2007. ks. Paweł Filip.
2007–2023. ks. Leszek Wałczyk.
2023– nadal ks. Piotr Głazowski.

## Kościół filialny
Zboiska były wzmiankowane już w 1361 roku. Na przełomie XIV i XV wieku Balowie zbudowali drewniany zamek. W 1657 roku wojska Rakoczego zniszczyły zamek. W XIX wieku Jan Kokowski zbudował zbudował murowany dwór. W 1903 roku kolejna właścicielka wsi Zofia Jodłowska przekazała dwór siostrom Służebniczkom starowiejskim, które prowadziły szkołę i ochronkę. 
Zofia Jodłowska zbudowała również kaplicę mszalną, którą w 1902 roku poświęcił ks. dziekan Bronisław Stasicki, pw. Najświętszej Maryi Panny Królowej Aniołów. W latach 1934–1946 duszpasterzem kaplicy był ks. Michał Dymiński. W latach 1946–1979 duszpasterzem kaplicy był ks. Walerian Rudnicki. W 1981 roku kapelanem został ks. Stanisław Adamiak. W 1987 roku teren dawnego zamku stał się własnością diecezji przemyskiej, na którym ks. Marian Bocho zorganizował ośrodek rekolekcyjny. W 1997 roku Zboiska zostały przydzielone do parafii w Prusieku. W latach 90. XX wieku zbudowano obecny murowany kościół filialny pw. Zesłania Ducha Świętego.

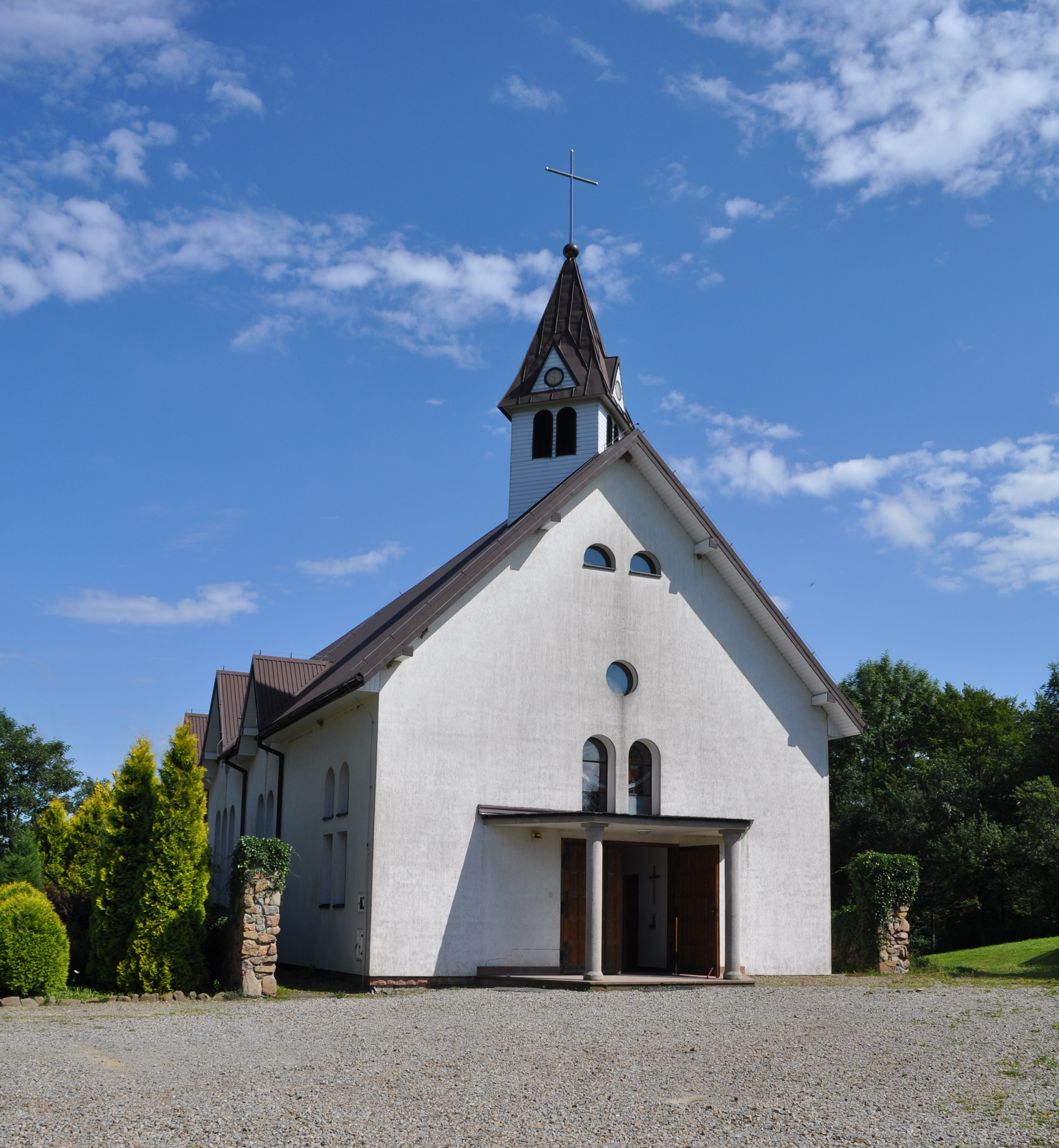
Kościół filialny pw. Zesłania Ducha Świętego w Zboiskach
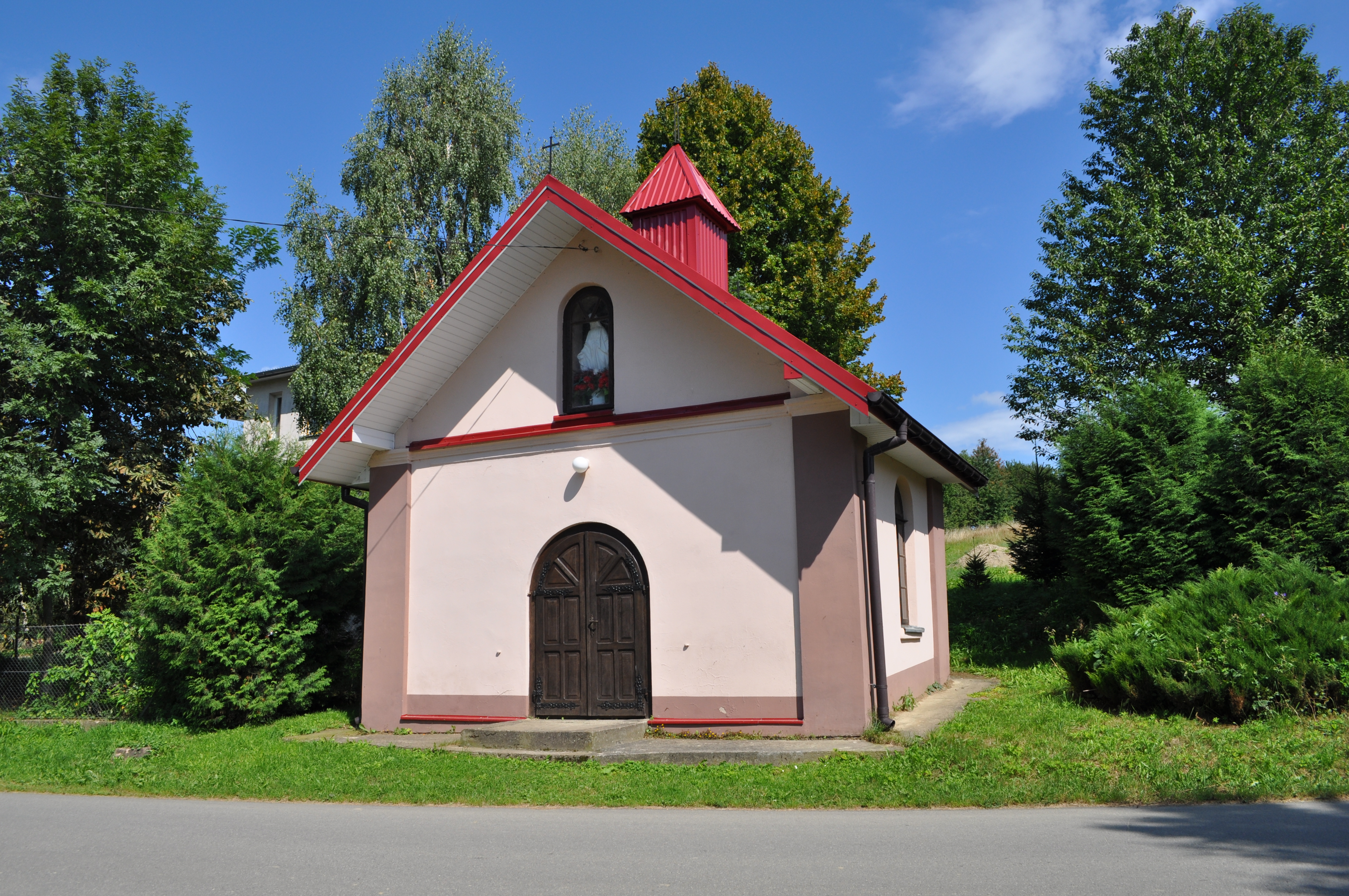
Kapliczka w Zboiskach
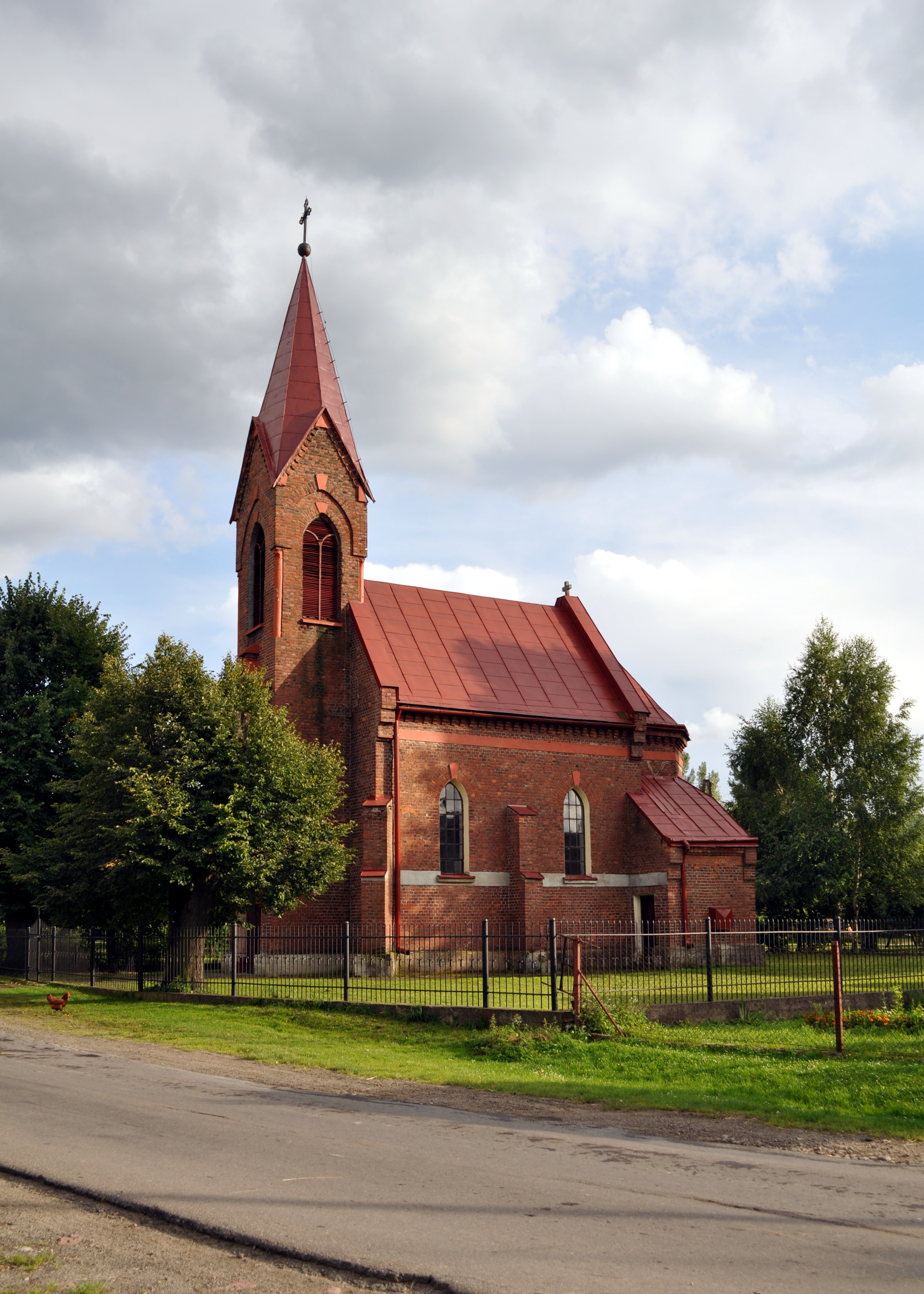
Dawny kościół parafialny w Prusieku
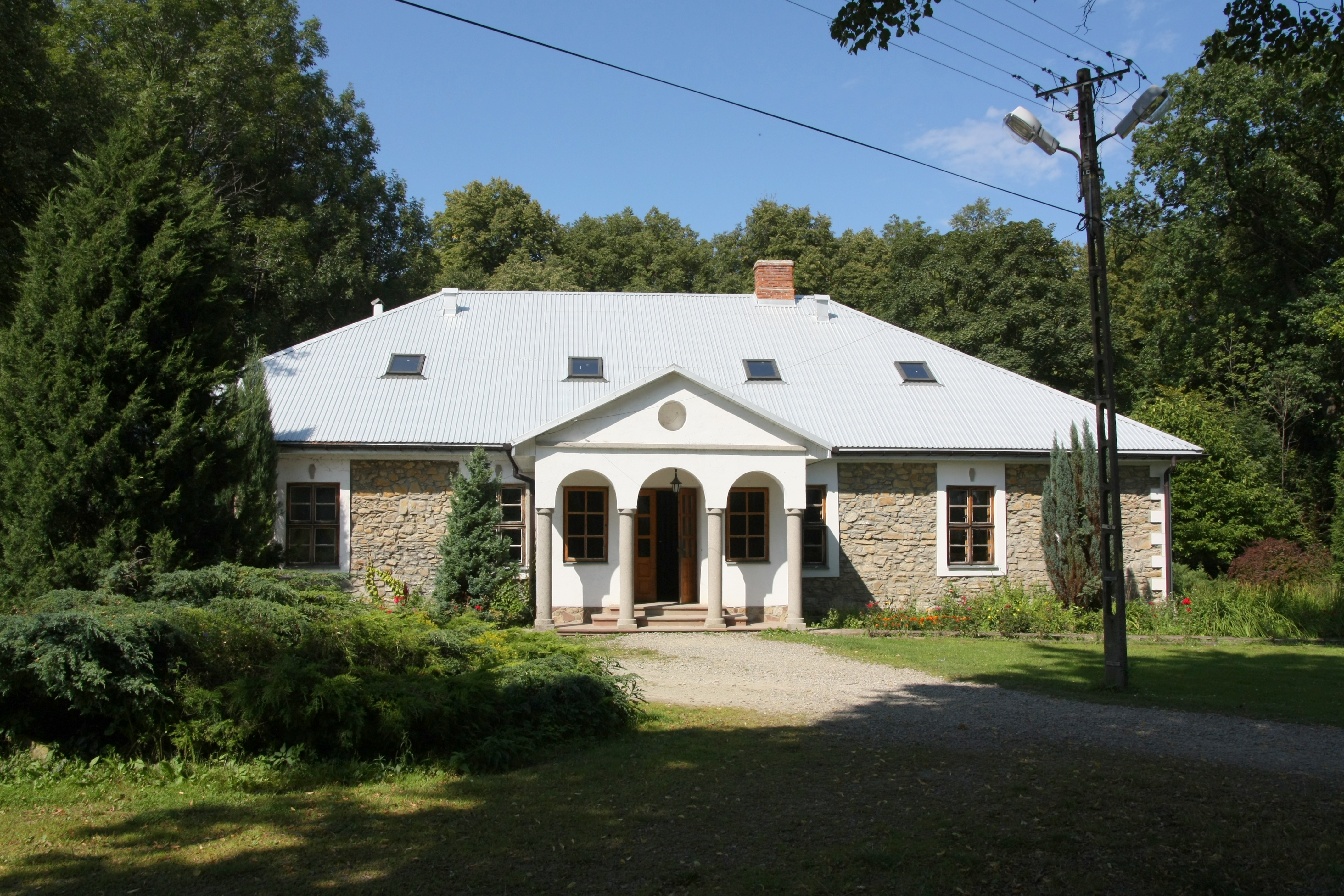
Dwór w Zboiskach